# Franz Lachner
Franz Lachner (Rain, 1803. április 2. – München, 1890. január 20.) német zeneszerző és karmester.

## Életpályája
Münchenben zeneoktatásból élt és Caspar Ett karnagytól tanult. 1822-ben Bécsbe utazott, ahol orgonistaként, majd a Kärntnertor-Theater (a karintiai kapu melletti  színház) karnagyaként működött. Barátságot kötött  Franz Schuberttel. 1826-ban al-, 1828-ban első karnagy; 1834 és 1836 között  Mannheimban volt karmester.   Münchenben akkora sikert aratott D-moll szimfóniájával, hogy 1836-tól kezdve udvari karnagyul szerződtették. A müncheni operaház és udvari zenekar nagy sikerű vezetője,  1852-től főzeneigazgató volt. Amikor Richard Wagner Münchenbe jött, Lachner 1865-ben nyugalomba vonult, mert zenei hitvallásával nem fért össze az elhatalmasodó Wagner-kultusz.

## Művei
- 8 zenekari szvit
- 4 opera: A kezesség (Die Bürgschaft, Pesten adták először, 1828); Alidia (Bulwer Pompeii ostromából, München, 1839); Catharina Cornaro (1841); Benvenuto Cellini (1849)
- egy rekviem
- 2 oratórium
- 8 szimfónia
- számos kamarazenei alkotás (vonósnégyesek stb.)